# Biéville-Quétiéville
Biéville-Quétiéville település Franciaországban, Calvados megyében. Lakosainak száma 358 fő (2018. január 1.). Biéville-Quétiéville Corbon, Hotot-en-Auge, Magny-le-Freule, Méry-Corbon, Le Mesnil-Mauger, Mézidon-Canon, Notre-Dame-d’Estrées, Saint-Loup-de-Fribois és Notre-Dame-d'Estrées-Corbon községekkel határos.

## Népesség
A település népességének változása:
| Lakosok száma | 327  | 315  | 334  | 338  | 332  | 330  | 338  | 539  | 357  | 358  |
|               | 1975 | 1982 | 1990 | 1999 | 2006 | 2013 | 2015 | 2016 | 2017 | 2018 |